# Лудвиг I (Невер)
Лудвиг I дьо Дампиер (на френски: Louis Ier de Nevers, Louis de Dampierre; † 22 юли 1322) от род Дом Дампиер, е от 1280 до 1322 г. граф на Невер, от 1290 до 1322 г.(de jure uxoris) граф на Ретел и граф наследник на Фландрия.

## Живот
Той е син на граф Роберт III († 1322) от Фландрия и на Йоланда Бургундска († 1280), графиня на Невер.
Лудвиг I се жени през декември 1290 г. за Жана дьо Ретел († 1328), дъщеря на граф Хуго IV и Изабела дьо Грандпре. След смъртта на крал Хайнрих VII той е – заедно с други князе – един от кандидатите за римско-немската корона.
Лудвиг от Дампиер умира два месеца преди баща си, и Графство Фландрия отива на неговия син Лудвиг I.

## Деца
- Жана (1295 – 1374), омъжена за Жан IV (1295 – 1345), херцог на Бретан
- Лудвиг I (1304 – 1346), граф на Фландрия, Невер и Ретел.